# 小行星6905
小行星6905（英語：6905 Miyazaki）是一颗围绕太阳公转的小行星。1990年10月15日，圓舘金、渡邊和郎在北见发现了此天体。
这颗小行星的绝对星等为307.0550407188508等。